# Battente idraulico
In idraulica, si definisce battente idraulico la differenza tra la quota di captazione del liquido (ad esempio la quota della pompa o del foro di uscita) e la quota del pelo libero in corrispondenza della captazione.
Si dice inoltre che una pompa è "sotto battente" se la pompa è posizionata a un livello inferiore rispetto al livello del liquido da aspirare. Viceversa, si dice che una pompa è "sopra battente" quando è posizionata a un livello superiore del livello del liquido da aspirare.
In idraulica e nell'ingegneria chimica si usa anche il termine hold-up come sinonimo di altezza del battente idrico. 
L'hold-up massimo di un'apparecchiatura chimica è funzione della capacità (o volume) dell'apparecchiatura stessa. Inoltre l'hold-up di una apparecchiatura chimica in cui sia presente un sistema bifase dipende dal grado di dispersione delle fasi. Ad esempio per un sistema gas-liquido l'hold-up è maggiore se la fase dispersa è la fase gassosa (come nelle colonne a bolle), mentre è minore se la fase dispersa è a fase liquida (come negli scrubber).